# Legione (demoni)

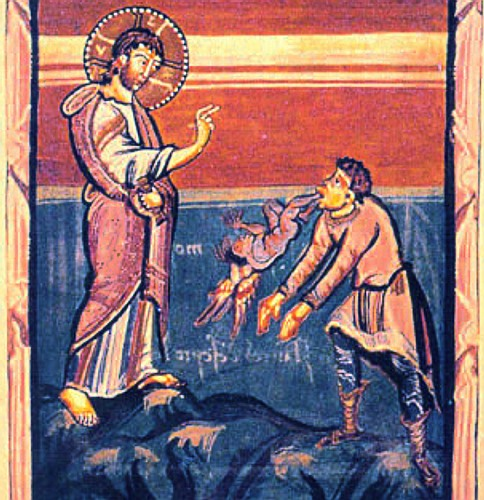
Gesù guarisce l'indemoniato in una illustrazione medievale

Nel racconto dei vangeli canonici, Legione (in greco: Λεγιὼν, trasl.: Legiōn) è il nome con cui si presenta a Gesù un gruppo di demòni che possiedono un uomo.
(Marco 5,8-9)
Gesù libera quindi l'uomo permettendo ai diavoli di entrare in un grande branco di porci, i quali, posseduti, si precipitano da un burrone e affogano nell'acqua. Il racconto dell'episodio è presente in tutti e tre i vangeli sinottici. Tuttavia, Matteo non ne esplicita il nome.
Tale nome proprio fu quindi di origine tardiva, poiché dall'aramaico fu tradotto direttamente in latino come Legionem, ad indicare una schiera, una moltitudine, un gruppo militante compatto, in questo caso di diavoli, che hanno come obiettivo possedere il corpo di una persona (non possono possedere l'anima perché essa è di Dio).
Questo episodio, conosciuto come esorcismo dell'indemoniato di Gerasa, fu collocato, significativamente, prima della doppia narrazione della risurrezione della figlia di Giairo e della guarigione dell'emorroissa, centrata anch'essa su di una questione di purezza. La narrazione del Vangelo secondo Marco, ripresa poi nel Vangelo secondo Luca, è alquanto elaborata, mentre nel Vangelo secondo Matteo l'episodio viene riassunto. Un uomo del «paese dei Geraseni», probabilmente un gentile, è posseduto da un demonio di nome Legione, dall'enorme forza, il quale, incontrato Gesù, lo riconosce immediatamente come «Figlio di Dio»; dopo essere stato scacciato, Legione possiede un branco di maiali al pascolo che subito si uccide; i Geraseni, spaventati, chiedono a Gesù di allontanarsi, cosa che fa dopo aver proibito all'uomo liberato da Legione di seguirlo e avergli detto di raccontare ciò che è accaduto alla propria famiglia.
Il termine legioni è anche usato per indicare le molte schiere di diavoli dell'Inferno nella demonologia classica, che tende a catalogare i demòni come vere e proprie gerarchie militari.

## Racconti
L'episodio della cacciata di Legione, uno dei miracoli di Gesù, è presente in tutti e tre i vangeli sinottici: Vangelo secondo Marco 5,1-20, Vangelo secondo Matteo 8,28-34 e Vangelo secondo Luca 8,26-39.
| Marco | Luca | Matteo |
| --- | --- | --- |
| 1 Giunsero all'altra riva del mare, nel paese dei Geraseni. 2 Appena Gesù fu smontato dalla barca, gli venne subito incontro dai sepolcri un uomo posseduto da uno spirito immondo, 3 il quale aveva nei sepolcri la sua dimora; nessuno poteva più tenerlo legato neppure con una catena. 4 Poiché spesso era stato legato con ceppi e con catene, ma le catene erano state da lui rotte, e i ceppi spezzati, e nessuno aveva la forza di domarlo. 5 Di continuo, notte e giorno, andava tra i sepolcri e su per i monti, urlando e percotendosi con delle pietre. | 26 Approdarono nel paese dei Gerasèni, che sta di fronte alla Galilea. 27 Quando egli fu sceso a terra, gli venne incontro un uomo della città: era posseduto da demòni e da molto tempo non indossava vestiti, non abitava in una casa, ma stava fra le tombe. | 28 Quando Gesù fu giunto all'altra riva, nel paese dei Gadareni, gli vennero incontro due indemoniati, usciti dai sepolcri, così furiosi, che nessuno poteva passare per quella via. |
| 6 Quando vide Gesù da lontano, corse, gli si prostrò davanti 7 e a gran voce disse: «Che c'è fra me e te, Gesù, Figlio del Dio altissimo? Io ti scongiuro, in nome di Dio, di non tormentarmi». 8 Gesù, infatti, gli diceva: «Spirito immondo, esci da quest'uomo!» 9 Gesù gli domandò: «Qual è il tuo nome?» Egli rispose: «Il mio nome è Legione perché siamo molti». 10 E lo pregava con insistenza che non li mandasse via dal paese. 11 C'era là un gran branco di porci che pascolava sul monte. 12 I demòni lo pregarono dicendo: «Mandaci nei porci, perché entriamo in essi». 13 Egli lo permise loro. Gli spiriti immondi, usciti, entrarono nei porci, e il branco si gettò giù a precipizio nel mare. Erano circa duemila e affogarono nel mare. | 28 Appena vide Gesù, lanciò un grido, si inginocchiò davanti a lui e disse a gran voce: «Che c'è fra me e te, Gesù, Figlio del Dio Altissimo? Ti prego, non tormentarmi». 29 Gesù, infatti, aveva comandato allo spirito immondo di uscire da quell'uomo, di cui si era impadronito da molto tempo; e, anche quando lo legavano con catene e lo custodivano in ceppi, spezzava i legami, e veniva trascinato via dal demonio nei deserti. 30 Gesù gli domandò: «Qual è il tuo nome?» Ed egli rispose: «Legione»; perché molti demòni erano entrati in lui. 31 Ed essi lo pregavano che non comandasse loro di andare nell'abisso. 32 C'era là un branco numeroso di porci che pascolava sul monte; e i demòni lo pregarono di permetter loro di entrare in quelli. Ed egli lo permise. 33 I demòni, usciti da quell'uomo, entrarono nei porci; e quel branco si gettò a precipizio giù nel lago e affogò. | 29 Ed ecco si misero a gridare: «Che c'è fra noi e te, Figlio di Dio? Sei venuto qua prima del tempo a tormentarci?» 30 Lontano da loro c'era un gran branco di porci al pascolo. 31 E i demòni lo pregavano dicendo: «Se tu ci scacci, mandaci in quel branco di porci». 32 Egli disse loro: «Andate». Ed essi, usciti, se ne andarono nei porci; e tutto il branco si gettò a precipizio giù nel mare e perirono nell'acqua. |
| 14 E quelli che li custodivano fuggirono e portarono la notizia in città e per la campagna; la gente andò a vedere ciò che era avvenuto. 15 Vennero da Gesù e videro l'indemoniato seduto, vestito e sano di mente, lui che aveva avuto la legione; e s'impaurirono. 16 Quelli che avevano visto raccontarono loro ciò che era avvenuto all'indemoniato e il fatto dei porci. 17 Ed essi cominciarono a pregare Gesù che se ne andasse via dai loro confini. 18 Com'egli saliva sulla barca, l'uomo che era stato indemoniato lo pregava di poter stare con lui. 19 Gesù non glielo permise, ma gli disse: «Va a casa tua dai tuoi, e racconta loro le grandi cose che il Signore ti ha fatte, e come ha avuto pietà di te». 20 Ed egli se ne andò e cominciò a proclamare nella Decapoli le grandi cose che Gesù aveva fatte per lui. E tutti si meravigliavano. | 34 Coloro che li custodivano videro ciò che era avvenuto, se ne fuggirono e portarono la notizia in città e per la campagna. 35 La gente uscì a vedere l'accaduto; e, venuta da Gesù, trovò l'uomo, dal quale erano usciti i demòni, che sedeva ai piedi di Gesù, vestito e sano di mente; e si impaurirono. 36 Quelli che avevano visto, raccontarono loro come l'indemoniato era stato liberato. 37 L'intera popolazione della regione dei Gerasèni pregò Gesù che se ne andasse via da loro; perché erano presi da grande spavento. Egli, salito sulla barca, se ne tornò indietro. 38 L'uomo dal quale erano usciti i demòni, lo pregava di poter restare con lui, ma Gesù lo rimandò, dicendo: 39 «Torna a casa tua, e racconta le grandi cose che Dio ha fatte per te». Ed egli se ne andò per tutta la città, proclamando tutto quello che Gesù aveva fatto per lui.                               | 33 Quelli che li custodivano fuggirono e, andati nella città, raccontarono ogni cosa e il fatto degli indemoniati. 34 Tutta la città uscì incontro a Gesù e, come lo videro, lo pregarono che si allontanasse dal loro territorio. |

## Problemi
La localizzazione geografica dell'evento è stata a lungo dibattuta. Il Vangelo secondo Marco riporta «nel paese dei Geraseni», come fa il Vangelo secondo Luca, che precisa «che sta di fronte alla Galilea»; il Vangelo secondo Matteo, invece, colloca l'episodio «nel paese dei Gadareni», come fanno pure alcuni antichi manoscritti di Marco. La città di Gerasa, la moderna città giordana di Jerash, è però molto lontana dal mare (il Mar Morto), a oltre cinquanta chilometri, mentre Gadara, sebbene ad appena cinque miglia dal mare, non presenta precipizi.
In merito a Gerasa, gli studiosi della École biblique et archéologique française (i curatori della Bibbia di Gerusalemme) notano come fosse "situata a più di 50 km dal lago di Tiberiade, il che rende impossibile l'episodio dei porci" e, inoltre, gli esegeti curatori del "Nuovo Grande Commentario Biblico" osservano che "dato che i maiali non hanno ghiandole sudorifere, non potevano sopravvivere ad una corsa di 50 km ed oltre. Il racconto si muove su un livello simbolico" e può anche evidenziare che "Marco non possedeva una conoscenza precisa della geografia della Palestina"; anche altri studiosi - come John Dominic Crossan, tra i cofondatori del Jesus Seminar - ritengono che l'episodio non sia storico ma simbolico e che il nome Legione rappresenti il potere romano, come meglio precisato nella sottostante sezione.
È stato proposto anche di spiegare la differenziazione geografica tra i due racconti alla luce del contesto sociale ed economico della Palestina dell'epoca. In quest'ottica, Matteo avrebbe collocato l'evento nel centro di potere locale più prossimo, ossia la cittadina di Gerasa, distante circa dieci chilometri dal lago di Galilea. Marco, invece, avrebbe fornito l'indicazione geografica del centro regionale di potere, vale a dire la città di Gadara, la cui influenza, malgrado la maggiore distanza, doveva riecheggiare fino alle sponde del lago. La stessa regione ove si trovava la cittadina di Gesara era del resto spesso menzionata come interna al Paese di Gadara o dei Gadareni. 
Ancora gli esegeti del Commentario Biblico, in merito alle discrepanze tra i due resoconti, sottolineano che "a «Gerasa» di Marco, a 45 km dal lago, Matteo sostituisce Gadara, a 9 km. Egli inoltre eleva a due il numero degli indemoniati" e analogamente gli studiosi della Bibbia di Gerusalemme notano che Matteo inserisce "due indemoniati: invece di uno come Marco e Luca; ugualmente due ciechi a Gerico (20,30) e due ciechi a Betsàida (9,27), miracolo che è un ricalco del precedente. Questa duplicazione dei personaggi può essere un procedimento stilistico di Matteo" e ritengono altresì possibile che Marco - il vangelo più antico, da cui gli altri due sinottici presero il presente episodio - abbia a sua volta unificato due tradizioni diverse; anche il teologo cristiano Rudolf Bultmann concorda sulla spiegazione della tecnica narrativa matteana in merito alla duplicazione dei personaggi.

## Significato
L'esegesi biblica tradizionale ha sempre visto un primo fondamentale significato storico del Vangelo, al quale si poteva aggiungere un significato spirituale valido in ogni tempo (I Comandamenti, le Beatitudini, Le Parabole di Gesù) ed uno profetico di altri eventi storici futuri.

La summa theologica di San Tommaso d'Aquino, Dottore della Chiesa, distinse l'esistenza di un Corpo Mistico di Gesù da quella di un Corpo Mistico di Satana, poiché la vera libertà spirituale di ogni uomo si può ridurre soltanto a queste due alternative tra loro reciprocamente sempre esclusive: o con Lui contro di Lui, come affermato da Gesù in Matteo 12:30, Marco 9:40 e Luca 9:50.

Legione è sia il nome di un demone che di un corpo unico umano-spirituale, quello dell'esercito romano che arrestò e uccise Cristo, al quale egli rinunciò ad opporre «dieci legioni di angeli», per compiere le profezie del Messia Salvatore: in tale verso di Matteo 26:53 è presente la parola greca λεγιῶνας (trasl legiōnas) Vi fu quindi un riferimento al fatto che i romani consapevolmente adorassero l'imperatore come dio. Alcuni decenni dopo, il nome di Nerone (37-68 d.C.), unito all'altro nome di Cesare, che possedeva il primo dei Romani, produsse la gematria ebraica del Numero della Bestia alla testa dell'impero: il numero del nome di Nerone sommato a quello di Cesare è infatti 666.
Studiosi come l'ex sacerdote John Dominic Crossan e gli esegeti del "Nuovo Grande Commentario Biblico", interpretano come simbolico il racconto e questi ultimi sottolineano come "il simbolo della Legio X Fretensis, che era stata trasferita in Siria sotto Tiberio e che partecipò alla guerra giudaica del 66-70 d.C., era un cinghiale. Ritraendo Gesù mentre sgomina una legione di demoni, Luca sottolinea il suo potere sul male. Il porco era l'animale più comunemente usato nei sacrifici del culto greco e romano. Agli occhi dei Giudei, mangiare carne di maiale significava paganesimo ed apostasia dal giudaismo. Era anche simbolo della potenza romana".
Matteoanalisi del brano
Il neoplatonico Porfirio si chiedeva come potessero esserci dei maiali d'allevamento in una Palestina ebraica che aborriva tali animali; in realtà Gerasa si trovava nella Decapoli, regione fortemente ellenizzata. Gli studiosi del cattolico "Nuovo Grande Commentario Biblico" rilevano come "agli occhi dei Giudei, mangiare carne di maiale significava paganesimo ed apostasia dal giudaismo" e "i porci erano immondi per gli Ebrei e presumibilmente non venivano allevati come cibo" e anzi "i maiali non solo erano immondi, ma anche stupidi", accentuando il simbolismo del racconto. Nell'intero Vangelo di Matteo, l'altra occorrenza del termine greco χοίρων (trasl.: choirōn) è la seguente:
(Matteo 7:6)
Alcuni commentatori evidenziano anche come tale episodio "è il punto in cui i vangeli si avvicinano di più ad un modo di narrare comico. Per gli Israeliti, i maiali non solo erano immondi, ma anche stupidi; per i pagani l'orrore dei Giudei per i maiali era oggetto di riso e di scherno" e "per un uditorio giudeocristiano, un simile racconto assumeva un aspetto umoristico e un aspetto pragmatico utilitario, come l'eliminazione di topi o di insetti".
Alcuni studiosi fanno notare che, insieme alla maledizione del fico, la liberazione dell’indemoniato di Gerasa è l’unico miracolo di Gesù dove viene provocato un danno (in questo caso, la morte dei maiali). A prima vista può sembrare che gli allevatori dei maiali ricevano un ingiusto danno. In realtà l’indemoniato rappresenta l’uomo oppresso, la mandria la ricchezza di chi opprime gli altri e i porci rappresentano i valori della società pagana; il branco dei porci indica pertanto una situazione di sfruttamento degli altri. Liberare l’uomo dall’oppressione comporta un danno per chi ha organizzato quel sistema di sfruttamento. Gesù dona all’uomo la libertà interiore, che lo rende indipendente dalle strutture sociali ingiuste; in questo modo la società che opprime rimane senza la base sociale su cui domina e scompare.
Sotto il profilo teologico, il racconto vuole mettere in evidenza che di fronte a Gesù il male è già sconfitto. Chiedendo di rifugiarsi nei porci, i demoni pensano di potere rimanere in quella regione, ma la richiesta si rivela rovinosa: con il permesso di Gesù, la Legione diventa artefice della propria rovina e l’uomo che affliggeva ne viene totalmente liberato.

## Altro
- Il nome Legione viene ripreso nel film The Exorcism of Emily Rose del 2005. Durante l'esorcismo si presenta come uno dei sei diavoli che possiedono Emily.
- In La tempesta del secolo di Stephen King il nome è attribuito all'antagonista della storia, chiamato "Linoge", anagramma appunto di Legion, demone che condiziona le sorti della vicenda narrata.
- Il nome Legione viene utilizzato nel film del 2007 Ghost Rider dal demone Blackheart figlio di Satana, nel momento in cui tutte le anime dannate del paese di San Venganza entrano nel suo corpo possedendolo e donandogli un enorme potere.
- L'antagonista del videogioco "Shadowman", realizzato dalla software house Acclaim negli anni novanta, è il demone Legione. All'inizio del gioco afferma, utilizzando le parole del Vangelo, "Il mio nome è Legione, perché noi siamo tanti...".
- Tale frase viene pronunciata anche nel videogioco Mass Effect 2 dalla I.A. IDA riferendosi al geth Legion.
- Nell'ultimo atto del videogioco Diablo III, il Primo Maligno, al primo incontro con il protagonista sull'Arcata di Cristallo, pronuncia la frase: "I sette Maligni sono un tutt'uno in me: io sono Legione!".[30]
- Legione appare come boss ricorrente nella saga videoludica Castlevania come un ammasso di corpi volante.
- Nella serie videoludica Drakengard, e più precisamente nel videogioco spin-off Nier, Legione è il nome dato dagli umani alle vittime della "sindrome della clorurazione bianca", che diventano esseri instabili e violenti.

### Riferimenti
1. 1 2  (HE, EN) Bibbia interlineare greca- occorrenze della parola "Legiōn", su biblehub.com. URL consultato l'11 gennaio 2020 (archiviato dall'url originale l'11 gennaio 2020).
2. ↑   Significato di Legione - Significato nome della Bibbia Legione, su significatonome.it. URL consultato il 16 gennaio 2012 (archiviato dall'url originale il 27 agosto 2016).
3. ↑   Gianluigi Tarussio, L’antivangelo - Ostiarius è lo Spiritu Sancto Anticristo, Booksprint, 2019, ISBN 8824932908.
4. ↑  Frank Kermode, The genesis of secrecy: on the interpretation of narrative, Harvard University Press, 1979, ISBN 0-674-34535-5, pp. 134-135.
5. ↑   Mc 5,1-20, su La Parola - La Sacra Bibbia in italiano in Internet.
6. ↑   Mt 8,28-34, su La Parola - La Sacra Bibbia in italiano in Internet.
7. ↑   Lc 8,26-39, su La Parola - La Sacra Bibbia in italiano in Internet.
8. ↑  Le traduzioni in italiano sono quelle dell'edizione Nuova Riveduta.
9. ↑  John R. Donahue, Daniel J. Harrington, The Gospel of Mark, Liturgical Press, 2005, ISBN 0-8146-5965-9, p. 163.
10. ↑  Bibbia di Gerusalemme, EDB, 2011, p. 2403, ISBN 978-88-10-82031-5.
11. ↑  Raymond E. Brown, Joseph A. Fitzmyer, Roland E. Murphy, Nuovo Grande Commentario Biblico, Queriniana, 2002, pp. 790, 910, ISBN 88-399-0054-3.
12. 1 2  John Dominic Crossan, Gesù una bibliografia rivoluzionaria, Ponte alle Grazie, 1994, pp. 118-120, ISBN 88-7928-270-0.
13. 1 2  (EN) John MacArthur, Matthew 8-15 MacArthur New Testament Commentary, Moody Publishers, 8 febbraio 1987,  p. 41, ISBN 978-1-57567-678-4. URL consultato il 6 febbraio 2024.
14. 1 2  Raymond E. Brown, Joseph A. Fitzmyer, Roland E. Murphy, Nuovo Grande Commentario Biblico, Queriniana, 2002, p. 846, ISBN 88-399-0054-3.
15. ↑  Bibbia di Gerusalemme, EDB, 2011, pp. 2333, 2403, ISBN 978-88-10-82031-5.
16. ↑  Rudolf Bultmann, History of the Synoptic Tradition, Hendrickson Publisher, 1963, pp. 210-211, 316, ISBN 1-56563-041-6.
17. ↑   Mt 12:30, su La Parola - La Sacra Bibbia in italiano in Internet.
18. ↑   Mc 9:40, su La Parola - La Sacra Bibbia in italiano in Internet.
19. ↑   Luca 9:50, su La Parola - La Sacra Bibbia in italiano in Internet.
20. ↑   Matteo 26:53, su La Parola - La Sacra Bibbia in italiano in Internet.
21. ↑  (HE, EN) Bibbia interlineare greca - Matteo 26, su biblehub.com. URL consultato l'11 gennaio 2020 (archiviato dall'url originale il 12 aprile 2020).
22. ↑  Raymond E. Brown, Joseph A. Fitzmyer, Roland E. Murphy, Nuovo Grande Commentario Biblico, Queriniana, 2002, p. 911, ISBN 88-399-0054-3.
23. ↑  Raymond E. Brown, Joseph A. Fitzmyer, Roland E. Murphy, Nuovo Grande Commentario Biblico, Queriniana, 2002, pp. 791, 846, 911, ISBN 88-399-0054-3.
24. ↑   Matteo 7:6, su La Parola - La Sacra Bibbia in italiano in Internet.
25. ↑  Bibbia di Gerusalemme, EDB, 2011, p. 2334, ISBN 978-88-10-82031-5.
26. ↑  Storicità e significato dei miracoli di Gesù, La Civiltà cattolica, vol. 3444, 1993, p. 533
27. ↑  Studi biblici-L'indemoniato di Gerasa
28. ↑  Vangelo di Marco-L'indemoniato di Gerasa
29. ↑   L’indemoniato di Gerasa (PDF), su noitrento.it. URL consultato l'8 ottobre 2018 (archiviato dall'url originale l'8 ottobre 2018).
30. ↑  Atto V, Diablo 3